# British Whale
British Whale é o projeto solo do cantor/guitarrista/tecladista Justin Hawkins que era integrante do The Darkness.

## Biografia
Em sua carreira apenas lançou 2 singles,This Town Ain't Big Enough For Both Of Us single que leva o nome do cover da banda Sparks e England.

## Discografia

### Singles
- "This Town Ain't Big Enough For Both Of Us" (2005)
- "England" (2006)